# Heliocopris dianae
Heliocopris dianae är en skalbaggsart som beskrevs av Hope 1842. Heliocopris dianae ingår i släktet Heliocopris och familjen bladhorningar. Inga underarter finns listade i Catalogue of Life.